# Garry Mills
Gar(r)y Mills (West Wickham, 13 oktober 1941) was een Britse popzanger.

## Carrière
Mills had drie hits in de Britse singlehitlijst tijdens de vroege jaren 1960. Look for a Star (#7) en Top Teen Baby (#24) werden in 1960 uitgebracht door Top Rank Records. I'll Step Down, gepubliceerd in 1961 bij Decca Records, plaatste zich op #39. In de Verenigde Staten plaatste Look for a Star #37 zich in de Billboard Hot 100.
Look for a Star was er ook in andere versies van Deane Hawley, Billy Vaughn en Garry Miles, een pseudoniem voor Buzz Cason. De song werd gecomponeerd door Tony Hatch en kwam voor in de horrorfilm Circus of Horrors (1960).

## Discografie
- 1960: Look for a Star
- 1960: Top Teen Baby
- 1961: I'll Step Down